# بيكسبي (مدينة)
بيكسبي (بالإنجليزية: Bixby)‏ هي مدينة في مقاطعتي تولسا وواجنر في ولاية أوكلاهوما في الولايات المتحدة، وهي إحدى ضواحي مدينة تولسا. بلغعدد السكان 13,336 في تعداد عام 2000 و 20,884 في تعداد عام 2010. ويطلق عليها «منطقة حدائق أوكلاهوما» لتراثها الزراعي الغني. رغم أنها واحدة من أسرع التجمعات السكانية نموا في أوكلاهوما، فإنها لا تزال منطقة زراعية وموقعا شعبيا لشراء الخضار الطازجة. في عام 2009، وضعت CNN Money.com بيكسبي في المرتبة 67 على قائمة أفضل 100 مكان للعيش.

## التركيبة السكانية
حدّد مكتب تعداد الولايات المتحدة بيانات التركيبة السكانية لبيكسبي في تعداد الولايات المتحدة. في ما يلي، التركيبة السكانية حسب تعدادي 2000 و2010.

### تعداد عام 2000
بلغ عدد سكان بيكسبي 13,336 نسمة بحسب تعداد عام 2000، وبلغ عدد الأسر 4,903 أسرة وعدد العائلات 3,819 عائلة مقيمة في المدينة. في حين سجلت الكثافة السكانية 198.5 نسمة لكل كيلومتر مربع (514.1/ميل2). وبلغ عدد الوحدات السكنية 5,287 وحدة بمتوسط كثافة قدره 78.7 لكل كيلومتر مربع (203.8/ميل2).
وتوزع التركيب العرقي للمدينة بنسبة 86.91% من البيض و0.94% من الأمريكيين الأفارقة و5.74% من الأمريكيين الأصليين و0.49% من الأمريكيين ذوي الأصول الآسيوية و0.01% من سكان جزر المحيط الهادئ و1.96% من الأعراق الأخرى و3.96% من عرقين مختلطين أو أكثر و3.97% من الهسبانيون أو اللاتينيون من أي عرق.
بلغ عدد الأسر 4,903 أسرة كانت نسبة 43.1% منها لديها أطفال تحت سن الثامنة عشر تعيش معهم، وبلغت نسبة الأزواج القاطنين مع بعضهم البعض 65.1% من أصل المجموع الكلي للأسر، ونسبة 8.7% من الأسر كان لديها معيلات من الإناث دون وجود شريك، بينما كانت نسبة 4% من الأسر لديها معيلون من الذكور دون وجود شريكة وكانت نسبة 22.1% من غير العائلات. تألفت نسبة 18.4% من أصل جميع الأسر من عدة أفراد يعيشون في نفس المنزل ونسبة 6.4% كانت تتألف من شخص يعيش بمفرده يبلغ من العمر 65 عاماً أو أكثر. وبلغ متوسط حجم الأسرة المعيشية 2.70، أما متوسط حجم العائلات فبلغ 3.09.
بلغ العمر الوسطي للسكان 33.7 عاماً. وكانت نسبة 28.8% من القاطنين تحت سن الثامنة عشر، وكانت نسبة 7.9% بين الثامنة عشر والرابعة والعشرين عاماً، ونسبة 31.6% كانت واقعةً في الفئة العمرية ما بين الخامسة والعشرين والرابعة والأربعين عاماً، ونسبة 21.7% كانت ما بين الخامسة والأربعين والرابعة والستين، ونسبة 9.4% كانت ضمن فئة الخامسة والستين عاماً فما فوق. يوجد لكل 100 أنثى 98.8 ذكر، ويوجد لكل 100 أنثى في الثامنة عشر من عمرها فما فوق 95.8 ذكر.
بلغ متوسط دخل الأسرة في المدينة 50,854 دولارًا، أما متوسط دخل العائلة فبلغ 58,104 دولارًا. وكان متوسط دخل الذكور 39,941 دولارًا مقابل 27,110 دولارًا للإناث. وسجل دخل الفرد الخاص بالمدينة 24,336 دولارًا. وكانت نسبة 4.3% من العائلات ونسبة 5.4% من السكان تحت خط الفقر، وكان من هؤلاء نسبة 4.6% تحت سن الثامنة عشر ونسبة 14.9% في الخامسة والستين من العمر وما فوق.

### تعداد عام 2010
بلغ عدد سكان بيكسبي 20,884 نسمة بحسب تعداد عام 2010، وبلغ عدد الأسر 7,658 أسرة وعدد العائلات 5,925 عائلة مقيمة في المدينة. في حين سجلت الكثافة السكانية 310.9 نسمة لكل كيلومتر مربع (805.2/ميل2). وبلغ عدد الوحدات السكنية 8,187 وحدة بمتوسط كثافة قدره 121.9 لكل كيلومتر مربع (315.7/ميل2).
وتوزع التركيب العرقي للمدينة بنسبة 84.15% من البيض و1.58% من الأمريكيين الأفارقة و5.95% من الأمريكيين الأصليين و1.63% من الأمريكيين ذوي الأصول الآسيوية و0% من سكان جزر المحيط الهادئ و1.89% من الأعراق الأخرى و4.80% من عرقين مختلطين أو أكثر و4.95% من الهسبانيون أو اللاتينيون من أي عرق.
بلغ عدد الأسر 7,658 أسرة كانت نسبة 41.3% منها لديها أطفال تحت سن الثامنة عشر تعيش معهم، وبلغت نسبة الأزواج القاطنين مع بعضهم البعض 64.4% من أصل المجموع الكلي للأسر، ونسبة 8.9% من الأسر كان لديها معيلات من الإناث دون وجود شريك، بينما كانت نسبة 4.1% من الأسر لديها معيلون من الذكور دون وجود شريكة وكانت نسبة 22.6% من غير العائلات. تألفت نسبة 19.2% من أصل جميع الأسر من عدة أفراد يعيشون في نفس المنزل ونسبة 7.9% كانت تتألف من شخص يعيش بمفرده يبلغ من العمر 65 عاماً أو أكثر. وبلغ متوسط حجم الأسرة المعيشية 2.72، أما متوسط حجم العائلات فبلغ 3.12.
بلغ العمر الوسطي للسكان 36.1 عاماً. وكانت نسبة 28.7% من القاطنين تحت سن الثامنة عشر، وكانت نسبة 7% بين الثامنة عشر والرابعة والعشرين عاماً، ونسبة 28.1% كانت واقعةً في الفئة العمرية ما بين الخامسة والعشرين والرابعة والأربعين عاماً، ونسبة 24.3% كانت ما بين الخامسة والأربعين والرابعة والستين، ونسبة 12% كانت ضمن فئة الخامسة والستين عاماً فما فوق. وتوزع التركيب الجنسي للسكان بنسبة 49.4% ذكور و50.6% إناث.

## أعلام
- ياكوب باركر
- روي فوستر